# Riverside (Geórgia)
Riverside é uma cidade  localizada no estado americano de Geórgia, no Condado de Colquitt.

## Demografia
Segundo o censo americano de 2000, a sua população era de 57 habitantes.
Em 2006, foi estimada uma população de 61, um aumento de 4 (7.0%).

## Geografia
De acordo com o United States Census Bureau tem uma área de 0,6 km², dos quais 0,6 km² cobertos por terra e 0,0 km² cobertos por água.

## Localidades na vizinhança
O diagrama seguinte representa as localidades num raio de 24 km ao redor de Riverside.